# Heterodontus marshallae
Heterodontus marshallae ist ein kleiner Hai aus der Gattung der Stierkopfhaie, der an der Nordküste Australiens von North West Cape im Westen bis Bathurst Island im Osten vorkommt und dort in Tiefen von 125 bis 230 Metern lebt. Der Hai wurde erst 2023 neu beschrieben und zu Ehren der Knorpelfischexpertin und Illustratorin Lindsay Marshall benannt.

## Merkmale
Die bei der Erstbeschreibung untersuchten Typusexemplare hatten eine Länge von 33 bis 60 Zentimeter. Die Haie sind hell graubraun gefärbt und mit 22 dunkelbraunen Bändern und Sattelflecken gezeichnet. Zwischen den Hauptbändern ist oft ein zusätzlicher mittelbrauner Streifen mit diffusen Rändern vorhanden. Der Kopf ist mit fünf Bändern versehen, zwei auf Augenhöhe, ein drittes Band vor dem ersten Kiemenschlitz, ein viertes, oft gegabelte über dem ersten oder zweiten Kiemenschlitz und ein fünftes zwischen dem dritten und vierten Kiemenschlitz. Die Afterflosse ist deutlich von der Schwanzflosse getrennt. Der untere Lobus der Schwanzflosse ist gut ausgeprägt. Die vor den Rückenflossen liegenden Stacheln liegen teilweise frei. Bei Jungfischen ist die Rückenflosse relativ zur Gesamtlänge höher als bei ausgewachsenen Exemplaren. Im Kiefer sind die vorn stehenden Zähne spitz, die seitlichen sind molarförmig. Im Oberkiefer befinden sich 20 bis 22 Zahnreihen, im Unterkiefer sind es 17 bis 19. Heterodontus marshallae hat 106 bis 112 Wirbel. Die an einer Seite spitz zulaufenden Eikapseln sind mit schmalen, schraubenartigen Kielen versehen mit 1,5 Drehungen von einem Ende zum anderen.

## Systematik
Heterodontus marshallae gehört zur Gattung der Stierkopfhaie, die die einzige Gattung der Familie Heterodontidae ist, die wiederum die einzige Familie der Ordnung Heterodontiformes ist. Schwesterart von Heterodontus marshallae ist der an der australischen Südküste vorkommende Port-Jackson-Stierkopfhai (Heterodontus portusjacksoni), Schwesterart der von beiden Arten gebildeten Klade ist der Zebra-Stierkopfhai (Heterodontus zebra), der nördlich des Verbreitungsgebietes von Heterodontus marshallae im äußersten Westen des Pazifiks von Indonesien bis Korea vorkommt, und die Schwesterart aller drei Arten ist der Kamm-Stierkopfhai (Heterodontus galeatus), der an der australischen Ostküste lebt.